# Неї-Кримолуа
Неї-Кримолуа (фр. Neuilly-Crimolois) — муніципалітет у Франції, у регіоні Бургундія-Франш-Конте, департамент Кот-д'Ор. Неї-Кримолуа утворено 28-2-2019 шляхом злиття муніципалітетів Кримолуа i Неї-ле-Діжон. Адміністративним центром муніципалітету є Неї-ле-Діжон. Населення — 3146 осіб (01.01.2021).